# Arto Salomaa
Arto Salomaa (Turku, 6 de junio de 1934-26 de enero de 2025) fue un matemático e informático teórico finés. Se dedicó a la investigación durante más de cuarenta años, enfocado en los lenguajes formales y la teoría de autómatas.
En 2004 recibió el premio EATCS Award, y se dijo lo siguiente:

Arto es sin duda alguna el fundador de la teoría de lenguajes formales y autómatas en Europa.

## Juventud y educación
Salomaa obtuvo su título de grado en la Universidad de Turku en 1954, y su PhD en la misma universidad en 1960. Su padre fue también allí profesor de filosofía.
Se introdujo en la teoría de autómatas y lenguajes formales durante un seminario en la Berkeley dictado por John Myhill en 1957.

## Carrera
En 1965, Salomaa comenzó a trabajar como profesor de matemáticas en la Universidad de Turku, posición que mantiene hasta el día de hoy. Además trabajó dos años a fines de la década de 1960 en la Universidad de Ontario Oeste, en London, Ontario, Canadá, y dos ayos en la década de 1970 en la Universidad de Aarhus, en Århus, Dinamarca.
Salomaa fue presidente de la European Association for Theoretical Computer Science desde 1979 hasta 1985.

## Algunas publicaciones
Salomaa es autor y coautor de 46 libros de texto, incluyendo Automata theory (1969), Formal languages (1973), The Mathematical Theory of L-Systems (1980, con Grzegorz Rozenberg), Jewels of Formal Language Theory (1981), Public-Key cryptography (1990) y DNA computing (1998, con Grzegorz Rozenberg y Gheorge Paun).
Con Rozenberg, Salomaa editó además Handbook of Formal Languages (1997), un libro de tres volúmenes y dos mil páginas, relacionado con la teoría de lenguajes formales.
Estos libros se han convertido en una referencia estándar en sus respectivas áreas. Por ejemplo, Formal Languages fue reconocido en 1991 entre los cien libros de matemáticas más citados.
Salomaa también ha publicado más de 400 artículos en revistas científicas. Entre estas publicaciones, destaca el artículo titulado «What computer scientists should know about sauna» ('Qué deberían saber los informáticos teóricos sobre el sauna').

## Premios y reconocimientos
Salomaa ha sido galardonado con el título de Académico por la Academia de Finlandia, siendo uno de los doce finlandeses vivos que comparte este título. Además recibió el EATCS Award en 2004. Salomaa ha recibido siete grados honoríficos.